# Ngài luật sư
Ngài luật sư (tựa gốc: The Counselor) là một phim tội phạm giật gân năm 2013 do Ridley Scott đạo diễn và Cormac McCarthy viết kịch bản. Trong phim, diễn viên Michael Fassbender thủ vai nhân vật cùng tên Counselor cùng với sự tham gia của Penélope Cruz, Cameron Diaz, Javier Bardem và Brad Pitt.

## Nội dung
Một luật sư từ Texas có biệt danh "The Counselor" (Ngài luật sư) thức dậy trên giường với bạn gái của anh là Laura. Trong khi đó, ở Mexico, cocain được đặt vào thùng và chuyển lên xe tải, rồi được chở qua biên giới đến Mỹ. Sau khi mua nhẫn kim cương cho Laura, Counselor đến dự bữa tiệc của Reiner và bạn gái anh ta là Malkina. Anh thảo luận với Reiner về phi vụ ma túy sắp tới. Reiner mô tả về một dụng cụ giết người gọi là "bolito" sẽ siết cổ và cắt đầu nạn nhân. Sau đó, trong bữa ăn tối, Counselor cầu hôn Laura và cô đồng ý.
Counselor gặp Westray, đối tác kinh doanh của Reiner, để chuyển khoản đầu tư của anh cho phi vụ ma túy sắp tới. Westray cảnh báo rằng băng đảng ma túy Mexico rất tàn nhẫn. Tuy vậy, Counselor có vẻ tự tin và không quan tâm. Counselor đi thăm một tù nhân tên Ruth, thân chủ của anh đang bị xét xử vì tội giết người. Ruth nói rằng con trai cô đang bị cảnh sát bắt vì chạy quá tốc độ, yêu cầu Counselor bảo lãnh con trai cô và anh đồng ý. Malkina muốn phá hoại phi vụ sắp tới của Counselor và thu lợi cho riêng mình. Cô thuê gã đàn ông có biệt danh Wireman giúp cô ăn cắp ma túy. Sau khi biết được tên lái xe môtô - cũng chính là con trai của Ruth - làm việc cho băng đảng và đang đi đón một xe tải chứa cocain, Wireman lên kế hoạch đánh cắp bộ phận cần thiết để khởi động xe tải bằng cách cắt đầu tên lái xe môtô với sợi dây giăng trên con đường vắng. Sau đó, Wireman đánh cắp xe tải chứa cocain.
Westray gặp Counselor để thông báo về danh tính thật của tên lái xe môtô, một thành viên có giá trị trong băng đảng ma túy. Anh giải thích rằng tên lái xe môtô đã chết, cocain cũng bị đánh cắp, và Counselor đã vô tình đắc tội với băng đảng. Westray nói rằng anh ta sẽ rời khỏi thị trấn ngay lập tức và đề nghị Counselor làm điều tương tự. Westray kể về việc băng đảng tàn nhẫn đến nỗi chúng sẽ bắt cóc nạn nhân và quay phim lại cảnh chúng chặt đầu nạn nhân. Counselor gọi cho Laura, bảo cô gặp anh ở tiểu bang khác. Trong khi vận chuyển ma túy, Wireman bị chặn lại bởi hai thành viên băng đảng cải trang cảnh sát. Một cuộc đấu súng xảy ra, Wireman và gã đồng bọn của hắn bị giết. Tên thành viên băng đảng còn sống lấy lại chiếc xe tải và lái nó về sào huyệt. Reiner vô tình bị giết bởi các thành viên băng đảng trong khi chúng định bắt anh. Băng đảng sau đó bắt cóc Laura.
Counselor liên lạc với ông trùm của băng đảng ma túy để xin tha mạng cho Laura. Ông trùm khuyên Counselor nên cam chịu số phận của mình vì mọi chuyện đều do anh lựa chọn. Counselor xin đổi mạng sống của mình để cứu Laura nhưng đã quá muộn. Counselor đến Mexico với tâm trạng vô cùng hoang mang, lo lắng. Một món hàng được gửi đến phòng khách sạn của anh, anh thấy một đĩa DVD trong đó. Nhận ra rằng cái đĩa do băng đảng gửi đến và có thể có chứa cảnh Laura bị giết, anh gục ngã trong đau khổ. Tại nơi nào đó, xác chết không đầu của Laura bị vứt vào bãi rác.
Âm mưu ăn cắp ma túy thất bại không khiến Malkina nản lòng. Cô thuê một phụ nữ tóc vàng tiếp cận Westray ở London để quyến rũ anh và ăn cắp mã ngân hàng của anh. Malkina cho đồng bọn giật máy tính xách tay của Westray rồi giết chết anh bằng dụng cụ "bolito" mà Reiner đã mô tả trước đó. Sau đó Malkina gặp nhân viên ngân hàng của cô tại nhà hàng, giải thích rằng cô muốn lợi nhuận và có kế hoạch chuyển đến Hồng Kông.